# 6. červenec
6. červenec je 187. den roku podle gregoriánského kalendáře (188. v přestupném roce). Do konce roku zbývá 178 dní.

## Události

### Česko

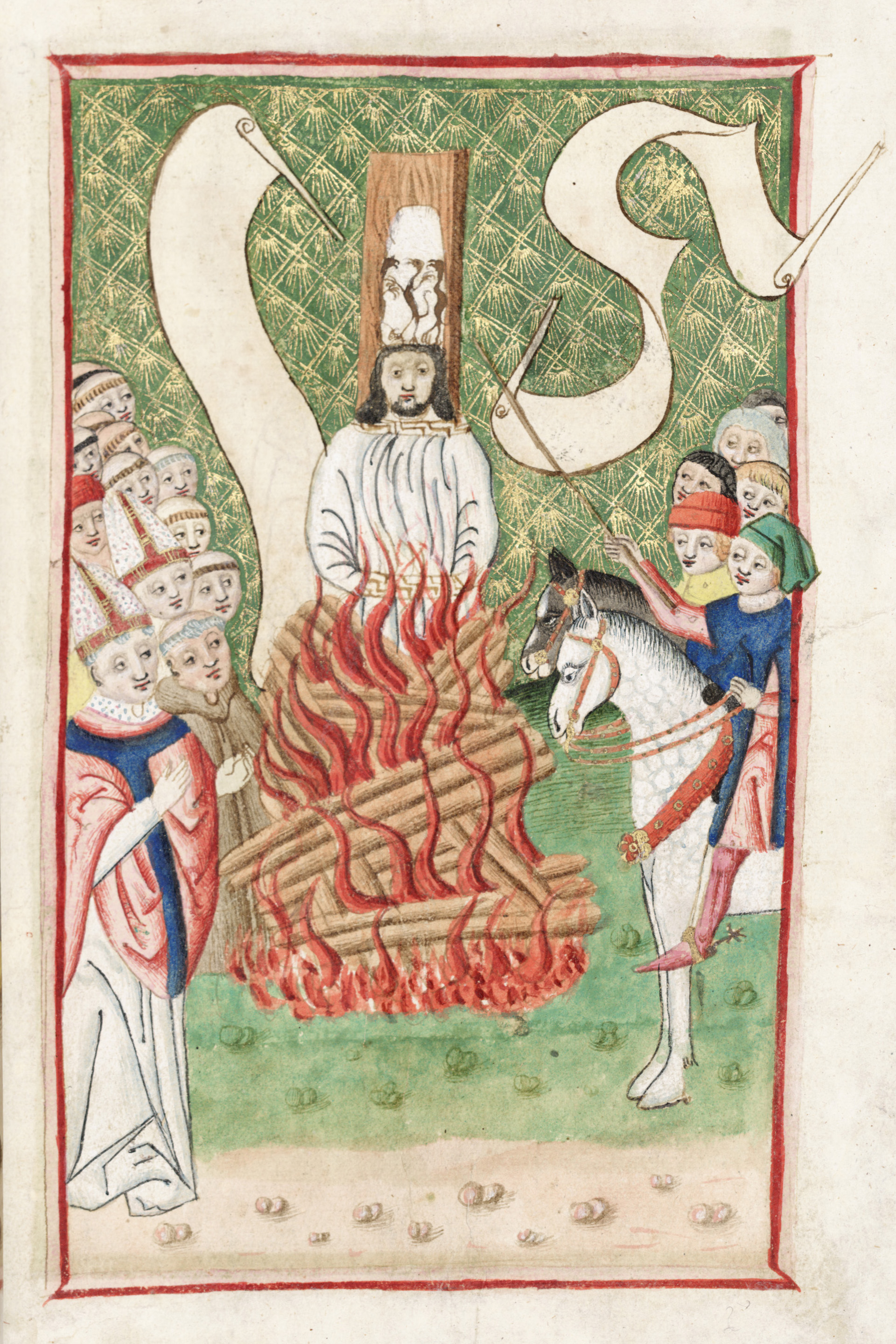
Jan Hus na hranici – iluminace Janíčka Zmilelého z Písku v Jenském kodexu

- 1415 – Podle rozhodnutí Kostnického koncilu byl Jan Hus jakožto domnělý kacíř upálen na břehu Rýna.
- 1419 – Český král Václav IV. dosadil na Novém Městě pražském nové konšely, převážně z řad Husových odpůrců.
- 1453 – Moravští stavové uznali Ladislava za zemského pána jako markraběte.[zdroj?]
- 1658 – Mladičký císař Leopold I. uděluje dvorní knihtiskařce Lidmile Sedlčanské právo na vydávání prvních pražských německy psaných tištěných novin.
- 1771 – Vyšel císařský robotní patent pro Slezsko, robotovat se mělo 3 dny v týdnu.
- 1850 – Připojení předměstských obcí k Brnu.
- 1851 – Vydáno vládní nařízení umožňující úřadům po dvojí výstraze o své vůli zastavit vydávání libovolných novin.
- 1925 – Vrcholí konflikt s Vatikánem, kvůli zrušenému svátku Jana Nepomuckého a novému památnému dni Jana Husa.
- 1928 – KSČ se navzdory zákazu pokusila zorganizovat velkou demonstraci na Václavském náměstí v Praze, tzv. Rudý den. Pokus skončil neúspěšně, bez zájmu Pražanů.
- 1961 – Začalo vysílat nově zřízené televizní studio Československé televize v Brně.
- 2011 – Česká Wikipedie dosáhla hranice 200 000 článků.
- 2014 – Petra Kvitová vyhrála podruhé Wimbledon po vítězství nad Eugenií Bouchardovou z Kanady.

### Svět
- 0750 – Dynastie Tang dala An Lushanovi titul krále komendy Dongping, byl zahájen zvyk dynastie Tang korunovat krále.
- 1044 – Vypukl vojenský konflikt mezi armádami Svaté říše římské vedené Jindřichem III. a maďarskými silami uherského krále Samuela Aby.
- 1167 – Wang Čchung-jang a další založili sektu Čchüan-čen
- 1253 – Mindaugas korunován králem Litvy.
- 1339 – Aragonský král Alfons IV. udělil baronství Ayerbe své manželce Eleonoře a odkázal ho jejich synovi Ferdinandovi.
- 1348 – Papežská bula Klementa VI. během morové epidemie v Evropě prohlašuje, že Židé nejsou zodpovědni za mor a nabádá k jejich ochraně. Papež prohlašoval, že mor nepochází od lidí, ale od astrální konjunkce, anebo je to bič boží. Tato bula však neměla žádný účinek.
- 1483 – Richard III. byl korunován králem Anglie.
- 1553 – Mladý Eduard VI. umřel bez následníků. Podle závěti jeho otce Jindřicha VIII., pokud Eduard zemře bez dědiců – což se stalo – anglický trůn zdědí dcery Kateřiny Aragonské a Anny Boleynové, budoucí Marie I. Anglická a Alžběta I. Anglická.
- 1573 – Jerónimo Luis de Cabrera založil vesnici Córdoba v dnešní Córdobě, v Argentině .
- 1630 – Třicetiletá válka: V Pomořanech se vylodila švédská armáda, čímž začala tzv. švédská válka.
- 1713 – V Madridu (Španělsko) se konalo první oficiální pracovní zasedání Královské španělské akademie v domě zakladatele Juana Manuela Fernándeze Pacheca.
- 1782 – Antonio Caballero y Góngora – španělský arcibiskup byl jmenován místokrálem Nové Granady.
- 1785 – Měnovou jednotkou USA byl jednomyslně zvolen dolar.
- 1809 – V bitvě u Wagramu porazil Napoleon Bonaparte armádu Rakouského císařství.
- 1854 – První sjezd americké Republikánské strany.
- 1878 – Cesáreo Guillermo skončil jako prezident v Dominikánské republice, nastoupil Ignacio María González.
- 1882 – Thomas Alva Edison v New Yorku spustil první elektrárnu na světě, kde dva parní stroje pomocí dvou dynam vyráběly stejnosměrné napětí 110 V pro několik žárovek u zákazníků. Pro havárii byla elektrárna ještě týž den vypnuta, skutečný komerční provoz byl spuštěn o dva měsíce později po dostavbě na 6 dynam po 100 kW výkonu.
- 1885 – Louis Pasteur úspěšně otestoval svou vakcínu proti vzteklině na dítěti Joseph Meister.
- 1893 – Tornádo v Pomeroy ve státě Iowa zničilo téměř celé město, zahynulo 71 lidí a  dalších 200 bylo zraněno.
- 1900 – Ruský imperátor Mikuláš II. nařídil invazi do severovýchodní Číny.
- 1904 – Britští vojáci obsadili Gyantse v Tibetu.
- 1905 – Alfred Digging byl podruhé zvolen premiérem Austrálie.
- 1908 – Robert Peary vyplul na svou výpravu, na které později dosáhl severního pólu.
- 1909 – Německý císař Vilém II. a švédský král Gustav V. otevřeli železniční a trajektové spojení přes Baltské moře. První železniční vlak projel trajekt na Royal Line mezi německým přístavem Sassnitz Ferry Port a Trelleborgem ve Švédsku.
- 1915
  - Jü Čching-fang, vůdce státu Ming Mercy, oznámil své povstání proti japonské nadvládě v Lai'anu v Tchaj-nanu, což byla největší ozbrojená protijaponská akce během japonské vlády na Tchaj-wanu.
  - Tomáš Garrigue Masaryk v reformačním sále Univerzity v Ženevě vyhlásil obrannou válku proti Rakousku-Uhersku.
- 1917 – Arabské vojsko vedené Thomasem Edwardem Lawrencem dobylo Akabu Osmanské říše.
- 1919 – Vzducholoď R 34 překonala jako první vzducholoď Atlantský oceán.
- 1929 – V Krakově byla otevřena Zoologická zahrada.
- 1934 – Chile: Masakr v Ránquil. Vláda poslala policii potlačit povstání dělníků.
- 1939 – Sovětská pilotka Olga Klepíková vytvořila absolutní traťový rekord s kluzákem RF-7. Nalétaných 749 209 kilometrů bylo překonáno až v roce 1951 s letadlem s laminárním profilem.
- 1941 –  V Husiatynu a v Brzeżanech v bývalém Ternopilském vojvodství byly zavražděny stovky židů ukrajinskými nacionalisty
- 1942 – Anne Franková s rodinou se přestěhovala do úkrytu v Amsterdamu, který připravovali skoro rok
- 1944
  - Rudá armáda okupovala Baranavičy v Bělorusku
  - Při požáru cirkusu v Hartfordu zahynulo 168 lidí a přes 700 jich bylo zraněno.
- 1945 – Nikaragua se stala prvním státem na světě, který formálně akceptoval status OSN
- 1947 – Sovětský svaz zahájil výrobu útočné pušky AK-47, která se od té doby stala nejpoužívanější a nejprodávanější útočnou puškou na světě.
- 1952 – Poslední den tramvajové dopravy v Londýně, od dalšího dne jezdily pouze autobusy
- 1957
  - Althea Gibsonová vyhrála tenisový turnaj ve Wimbledonu jako první hráčka černé pleti.
  - John Lennon se svou skupinou The Quarrymen hrál na pouti v Liverpoolu, kde se poprvé setkal s Paulem McCartney.
- 1958
  - V Mexiku se konaly federální volby, byl zvolen prezident Adolfo López Mateos z Institucionální revoluční strany.
  - Argentinský pětinásobný mistr světa Formule 1 Juan Manuel Fangio oznámil svůj odchod z motoristického sportu.
- 1959 –  V Sársku, které bylo od roku 1957 Lucemburskou smlouvou začleněno do Spolkové republiky Německo, byl sárský frank nahrazen německou markou.
- 1960 – Americká námořní vzducholoď ZPG-3W Vigilance, která pátrala po dvou chybějících jachtách, explodovala a spadla do oceánu u pobřeží New Jersey, zemřelo 18 z 21 lidí na palubě.
- 1961 – V Moskvě byla podepsána sovětsko-severokorejská smlouva o přátelství a vzájemné pomoci
- 1962 – V Nevadě byl uskutečněn experimentální nukleární výbuch, po němž vznikl skoro 400 m široký kráter.
- 1964
  - V Liverpoolu se uskutečnila premiéra prvního filmu skupiny The Beatles – Perný den (A Hard Day's Night).
  - Malawi získalo nezávislost na Spojeném království.
- 1965 – Anglie: 41 lidí zemřelo při havárii vojenského dopravního letadla ve vesnici Little Baldon poblíž Oxfordu, nikdo nepřežil.
- 1966 – Malawi se stalo republikou a Hastings Kamuzu Banda jejím prvním prezidentem.
- 1967 – Nigerijská armáda vtrhla do Biafry, začala válka.
- 1975 – Komory vyhlásily svou nezávislost na Francii.
- 1976 – Start kosmické lodi Sojuz 21.
- 1979 – Start družice Horizont-2.
- 1988
  - Exploze zničila vrtnou plošinu Piper Alpha v Severním moři, 167 lidí zahynulo.
  - Mexiko: konaly se kontroverzní prezidentské volby, které vedly k vítězství Carlose Salinase De Gortariho
- 1992 – softwarová společnost SAP se sídlem ve Walldorfu v Bádensku-Württembersku dodala první verzi R/3.
- 1995
  - Politik SPD Johannes Rau byl popáté zvolen premiérem Severního Porýní-Vestfálska.
  - V Srbsku pod velením generála Ratka Mladiče byl zahájen útok na Srebrenici a následně bylo zabito více než 8 000 Bosňanů. Tehdejší generální tajemník OSN Boutros Boutros-Gehry to označil za "Nejzávažnější zločin v Evropě po druhé světové válce".
- 1998 – Letiště Hong Kong International Airport, nově postavené na ostrově Chek Lap Kok, zahájilo provoz a nahradilo letiště Kai Tak.
- 2004 – Cassini / Huygens kosmická loď vstoupila na oběžnou dráhu Saturnova měsíce Titanu.
- 2006
  - Podněstří: 8 lidí bylo zabito a 26 zraněno při bombovém útoku v Tiraspolu.
  - V průsmyku Nathu La byl znovu otevřen hlavní himálajský hraniční přechod mezi Čínou a Indií.
- 2008 – Pákistán: 19 lidí bylo zabito při sebevražedném útoku na skupinu policistů v hlavním městě Islámábádu.
- 2009 – Jadranka Kosor se stala první ženou- premiérkou Chorvatska.
- 2011 – Žijící pachatelé nacisticko-fašistických masakrů Vallucciole, Monchio a Cervarolo byli odsouzeni.
- 2013
  - V Kanadě na Lac-Mégantic , nákladní vlak vezoucí ropu vykolejil a explodoval v centru města, zemřelo  47 lidí.
  - Při havárii Boeingu 777 společnosti South Korean Asiana Airlines na mezinárodním letišti v San Franciscu 3 lidé zemřeli a 185 bylo zraněno.
- 2016
  - V Amsterdamu začalo 23. mistrovství Evropy v atletice. Ve finále běhu na 10 000 metrů žen zvítězila turecká atletka Yasemin Canová.
  - Byla spuštěna mobilní hra Pokémon Go, což způsobilo obrovskou senzaci ve světě.
- 2017 – Tallis Obed Moses se stal prezidentem Vanuatu.
- 2018 – Americké ministerstvo obchodu oznámilo první kolo cel na dovážené čínské zboží v hodnotě asi 34 miliard dolarů a čínské ministerstvo obchodu oznámilo reciproční cla, což je považováno za oficiální začátek čínsko-americké obchodní války.
- 2021 – Antonov An-26 Air Enterprise havaroval při letu z Petropavlovska-Kamčatského při přistávání v Palaně na Kamčatce, zemřelo všech 28 lidí na palubě.

## Narození
Viz též Kategorie:Narození 6. července — automatický abecedně řazený seznam.

### Česko

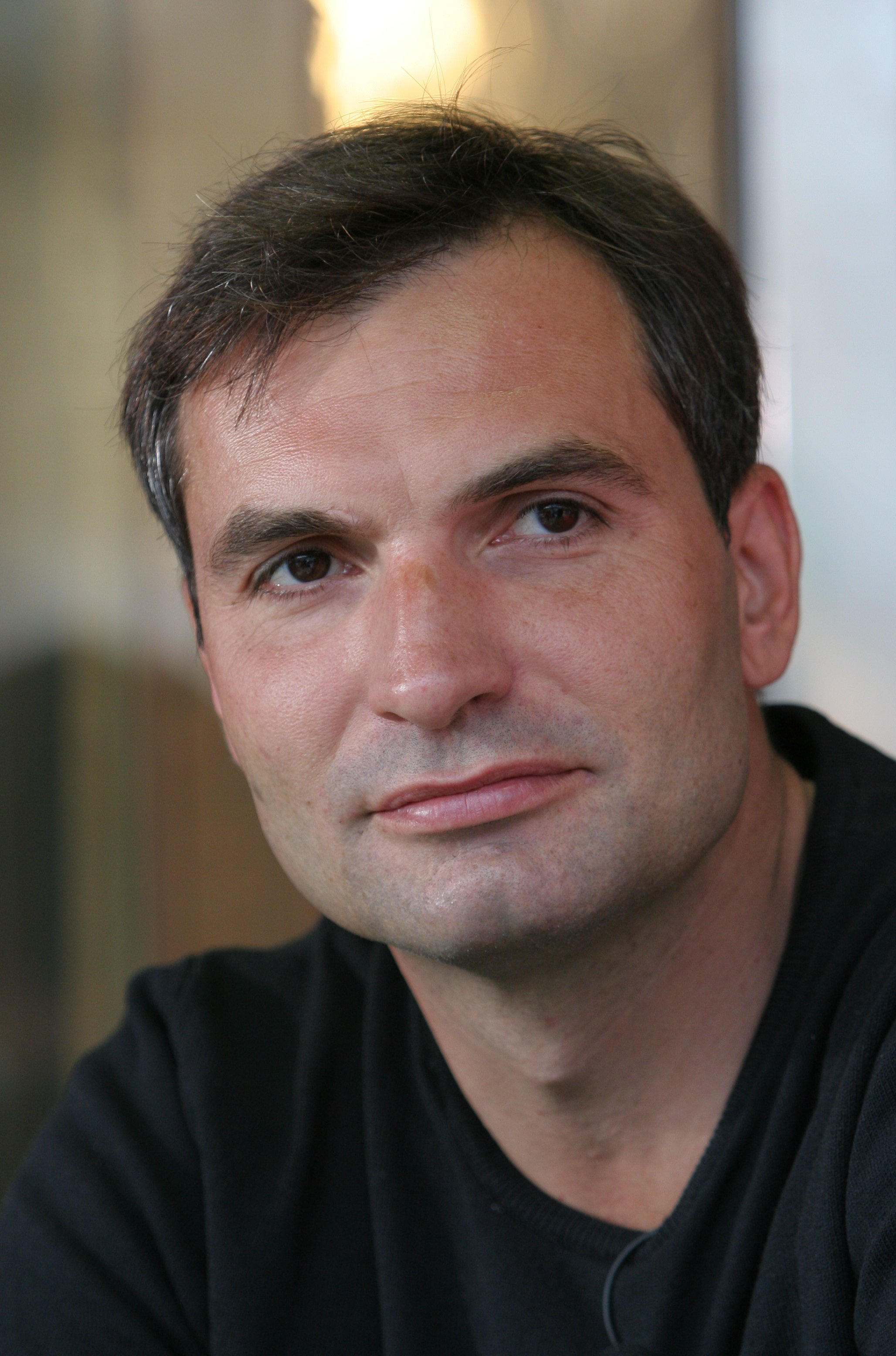
Jiří Macháček (* 1966)

- 1717 – Ignác František Platzer, sochař († 27. září 1787)
- 1826
  - Kryštof Kachler, arciděkan v Horní Polici († 1. dubna 1897)
  - Vilém Ignác Petters, lékař († 29. července 1875)
- 1855 – Irma Geisslová, spisovatelka a básnířka († 27. května 1914)
- 1861 – Josef Kožíšek, spisovatel a pedagog († 1933)
- 1863 – Dominik Fey, architekt († 21. září 1950)
- 1865 – František Krásný, architekt († 14. června 1947)
- 1870 – Karel Statečný, první profesor na Husově československé evangelické fakultě bohoslovecké v Praze († 12. srpna 1927)
- 1879 – Emil Pavel Lány, šlechtic, právník a historik († 5. května 1945)
- 1884 – Jindřich Urbánek, lékař a politik († 13. srpna 1964)
- 1885 – Jan Fleischmann, hokejista († 23. září 1939)
- 1886 – Metoděj Dominik Trčka, katolický kněz, mučedník, oběť komunistického režimu († 23. března 1959)
- 1887 – Metoděj Vlach, konstruktér, letec a cestovatel († 8. února 1952)
- 1888 – Eugen Rosenstock-Huessy, německo-americký právník a historik († 24. února 1973)
- 1896 – Vladimír Polívka, klavírista, spisovatel, hudební skladatel a pedagog († 11. května 1948)
- 1900 – Richard Wiesner, malíř († 6. listopadu 1972)
- 1903 – Saša Machov, tanečník, choreograf a režisér, účastník protinacistického odboje († 23. června 1951)
- 1907 – Jaroslav Foglar, spisovatel († 23. ledna 1999)
- 1911 – Jiří Sobotka, fotbalový reprezentant († 20. května 1994)
- 1912 – Rudolf Deyl mladší, herec († 21. listopadu 1967)
- 1913 – Ota Ornest, dramaturg a režisér († 4. srpna 2002)
- 1915 – Herberta Masaryková, vnučka Tomáše Garrigua Masaryka a dcera malíře Herberta Masaryka († 30. září 1996)
- 1916 – Tomáš Šalé, atlet, běžec († 18. srpna 1986)
- 1922 – Jiří Jelínek, malíř, jazzový trumpetista († 16. října 1984)
- 1924 – Ludmila Eckertová, fyzička († 14. června 2009)
- 1926 – Bóra Kříž, jazzový hudebník, multiinstrumentalista († 12. října 1987)
- 1928
  - Hermína Franková, spisovatelka, autorka filmových scénářů († 7. června 2024)
  - Jan Truhlář, hudební skladatel, kytarista a pedagog († 8. února 2007)
- 1930 – Jan Kyzlink, operní pěvec († 4. května 1991)
- 1931 – Vladimír Blucha, historik († 20. listopadu 2020)
- 1933 – Vladimír Miltner, indolog († 13. ledna 1997)
- 1943 – Richard Konkolski, mořeplavec
- 1944 – Ivan Pilný, politik a podnikatel v oboru informačních technologií
- 1946 – Bedřich Brunclík, hokejový reprezentant
- 1948
  - Václav Chaloupka, dostihový jezdec, trenér, chovatel, majitel koní
  - Karel Neffe, veslař, bronzová na OH 1972 († 13. února 2020)
- 1951 – Vladimír Čech, herec, moderátor († 22. března 2013)
- 1956 – Alexej Pyško, filmový a divadelní herec
- 1957 – Bartoloměj Štěrba, sochař, restaurátor a štukatér
- 1959
  - Jiří Urban, heavy-metalový kytarista
  - Radek Rejšek, varhaník, skladatel, režisér a redaktor
- 1966 – Jiří Macháček, herec, zpěvák, písňový textař a moderátor
- 1973 – Petr Gazdík, divadelní herec 1973
- 1979 – Jitka Moučková, dabérka a herečka
- 1999 – Lukáš Vašina, volejbalista

### Svět

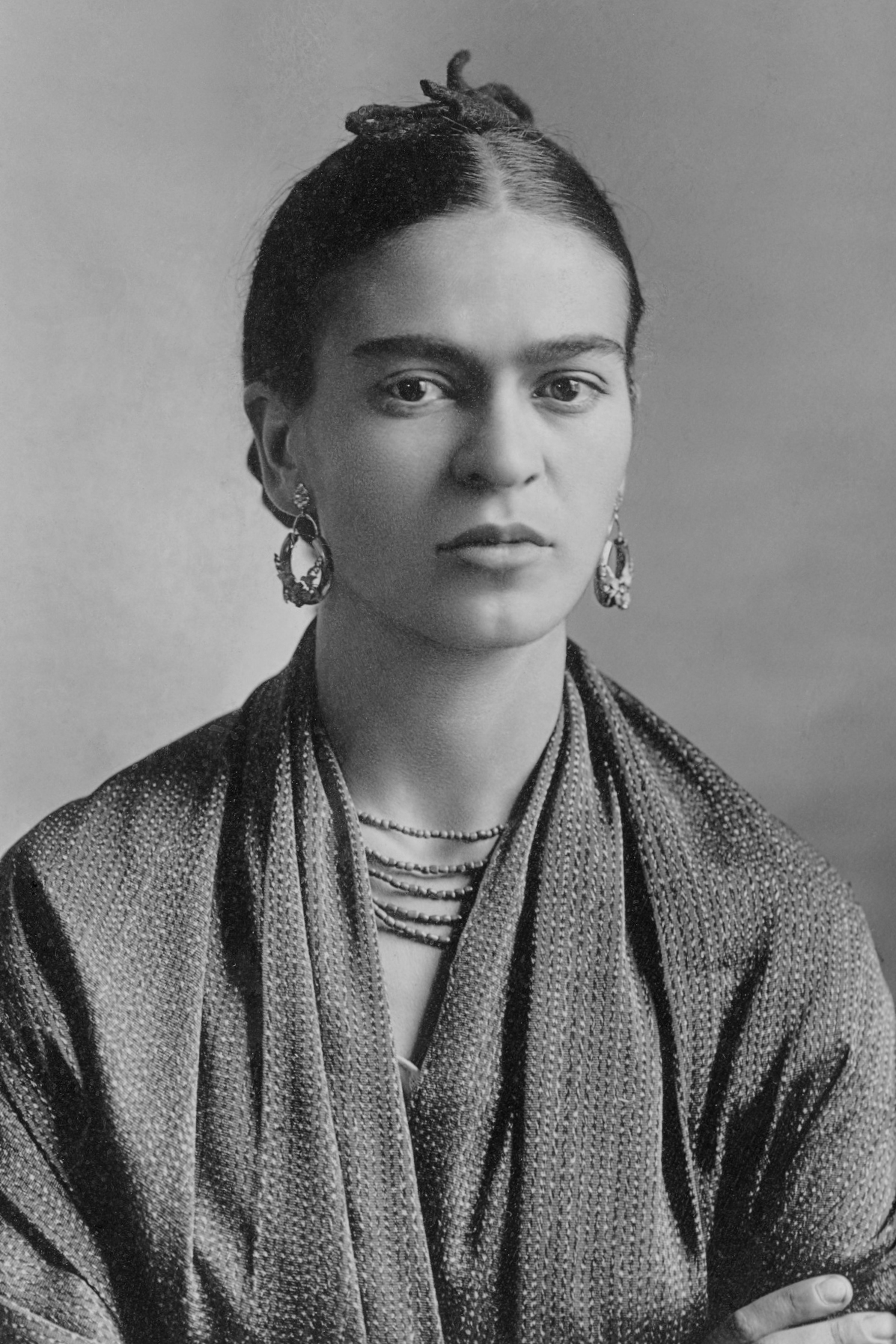
Frida Kahlo (* 1907)

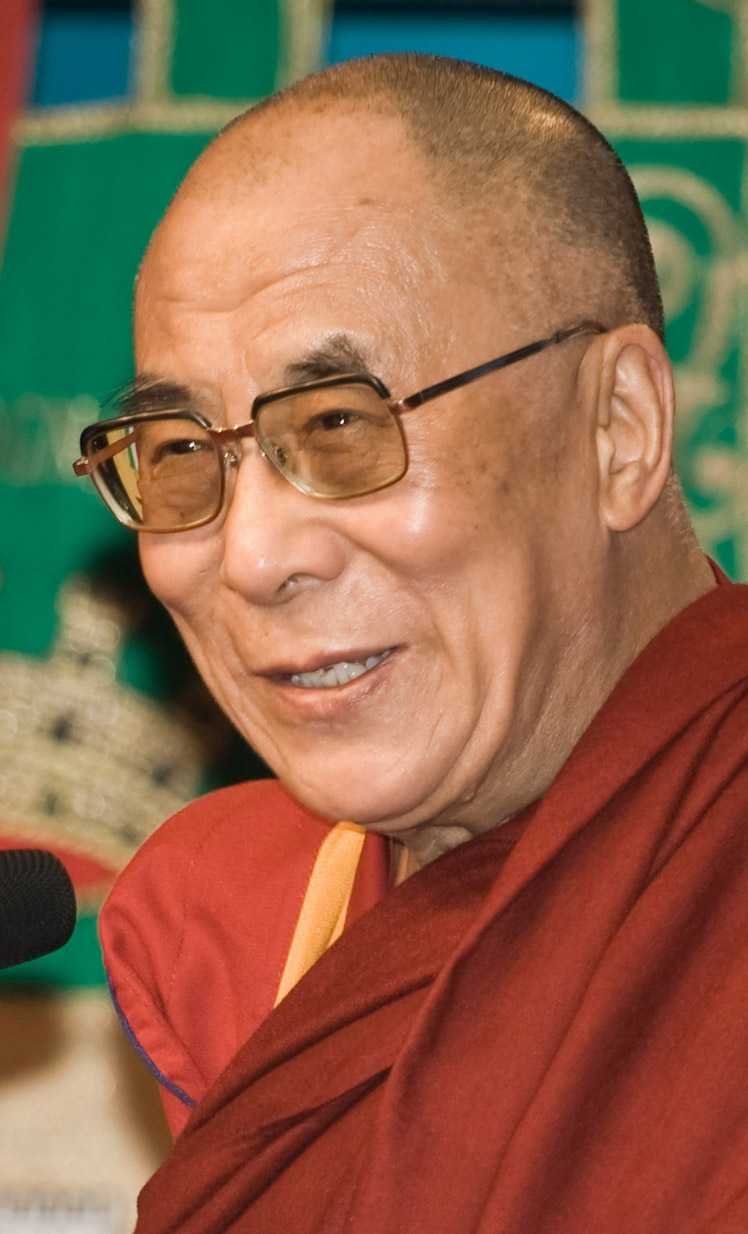
Tändzin Gjamccho (* 1935)

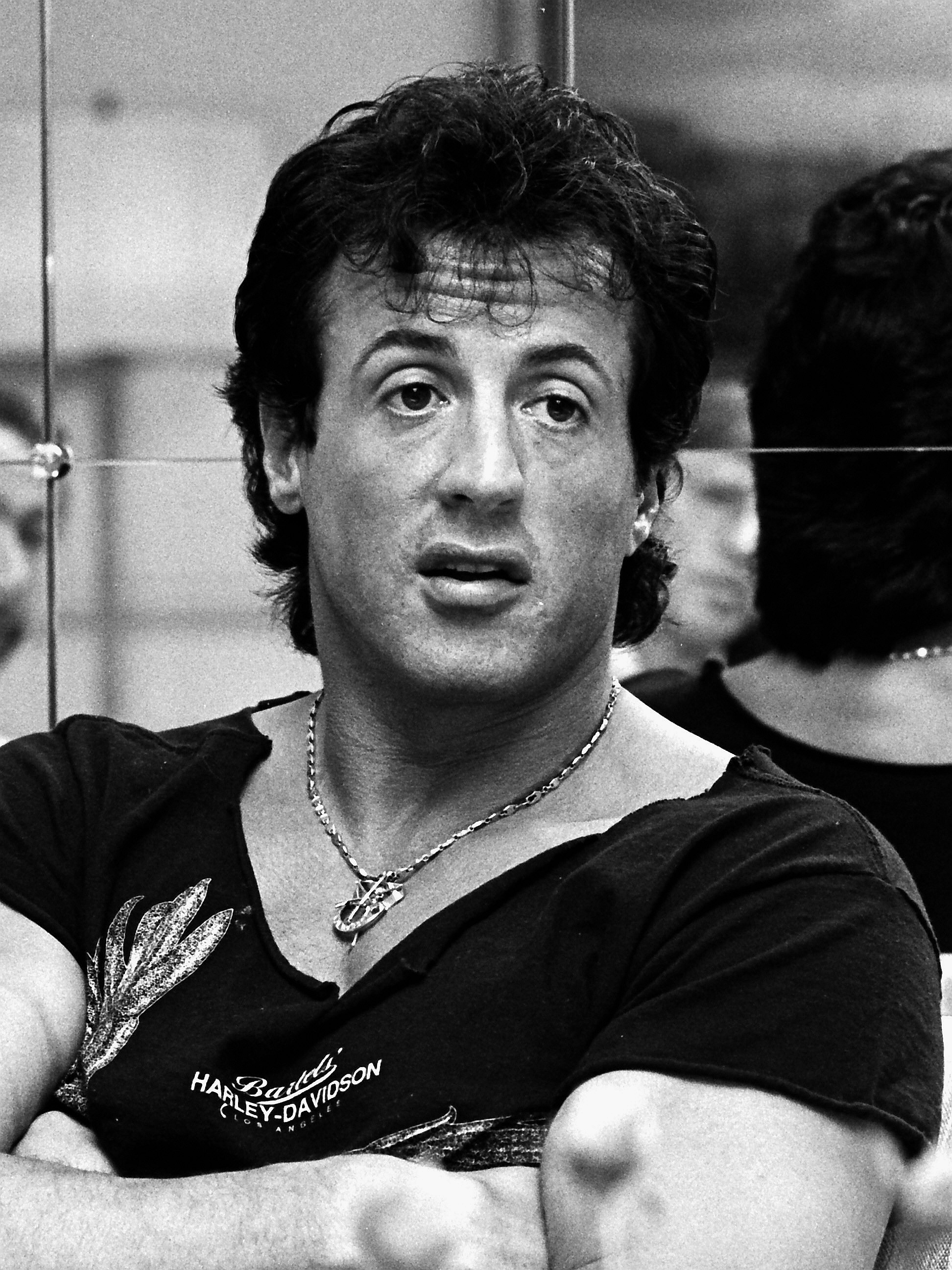
Sylvester Stallone (* 1946)

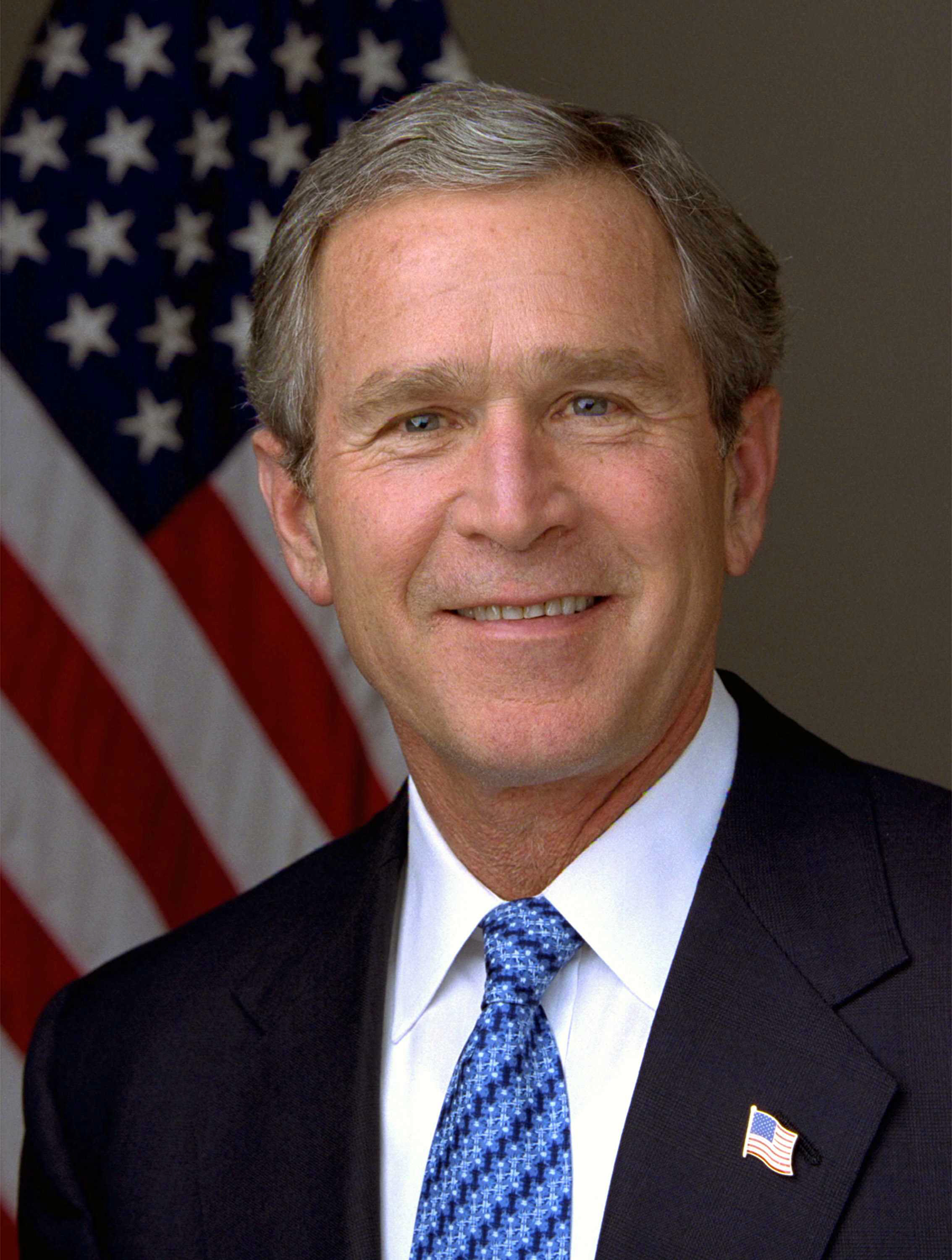
George W. Bush (* 1946)

- 1748 – Jan Jeník, německý luteránský duchovní († 27. července 1827)
- 1781 – Thomas Stamford Raffles, britský státník, zakladatel Singapuru († 5. července 1826)
- 1796 – Mikuláš I. Pavlovič, ruský car († 1855)
- 1809 – Alexandre-François Debain, francouzský výrobce hudebních nástrojů († 3. prosince 1877)
- 1818 – Adolf Anderssen, německý šachový mistr († 13. března 1879)
- 1832 – Maxmilián I. Mexický, mexický císař z rodu Habsburků († 19. června 1867)
- 1838 – Vatroslav Jagić, chorvatský slavista († 5. srpna 1923)
- 1857 – Jakub Bojko, polský spisovatel a politik († 7. dubna 1943)
- 1859 – Carl Gustaf Verner von Heidenstam, švédský spisovatel († 20. května 1940)
- 1862 – Auguste Prosper Daguillon, francouzský botanik († 17. července 1908)
- 1870 – Markéta Klementina Rakouská, členka uherské linie Habsbursko-lotrinské dynastie († 2. května 1955)
- 1873 – William Hobson Mills, anglický chemik († 22. února 1959)
- 1877
  - Ivan Kaljajev, ruský revolucionář († 23. května 1905)
  - Alexej Michajlovič Remizov, ruský spisovatel a kaligraf († 26. září 1957)
- 1878
  - Ulrich Graf, německý nacistický politik († 3. března 1950)
  - Eino Leino, finský básník († 10. ledna 1926)
- 1879 – Karl Maybach, německý konstruktér († 6. února 1960)
- 1885 – Alexandr Jakovlevič Tairov, ruský herec a režisér († 25. září 1950)
- 1886 – Marc Bloch, francouzský historik († 16. června 1944)
- 1890 – Dhan Gopal Mukerdží, indický spisovatel († 14. července 1936)
- 1892 – Willy Coppens, nejúspěšnější belgický stíhací pilot první světové války († 21. prosince 1986)
- 1893 – Ján Dopjera, slovensko-americký vynálezce († 3. ledna 1988)
- 1901 – Pavel Alexejevič Rotmistrov, sovětský maršál tankových vojsk († 6. dubna 1982)
- 1906 – Cuth Harrison, britský pilot F1 († 21. ledna 1981)
- 1907 – Frida Kahlo, mexická malířka († 13. července 1954)
- 1912
  - Gerhard Ebeling, evangelický teolog († 30. září 2001)
  - Heinrich Harrer, rakouský horolezec, cestovatel, geograf, fotograf a spisovatel († 7. ledna 2006)
- 1916 – J. Milton Yinger, americký sociolog († 28. července 2011)
- 1921 – Nancy Reaganová, americká herečka, manželka Ronalda Reagana
- 1923 – Wojciech Jaruzelski, polský komunistický generál, politik a prezident († 25. května 2014)
- 1924 – Louie Bellson, americký bubeník († 14. února 2009)
- 1925 – Bill Haley, americký zpěvák († 9. února 1981)
- 1927 – Janet Leighová, americká herečka († 3. října 2004)
- 1931 – Aloyzas Sakalas, litevský fyzik, politik
- 1934 – René Urtreger, francouzský jazzový klavírista
- 1935
  - Tändzin Gjamccho, 14. dalajlama, duchovní i světský vůdce Tibetu
  - Otakar Vystrčil, malíř, grafik a pedagog
- 1936 – Chris White, americký jazzový kontrabasista († 2. listopadu 2014)
- 1937
  - Jig'al Šilo, izraelský archeolog († 14. listopadu 1987)
  - Vladimir Ashkenazy, ruský skladatel a pianista
- 1939
  - Jet Harris, anglický baskytarista a člen skupiny The Shadows († 18. března 2011)
  - Mary Petersová, britská atletka, olympijská vítězka v pětiboji
- 1940
  - Pavel Litvinov, ruský fyzik, disident50 Cent (* 1975)Eva Greenová (* 1980)

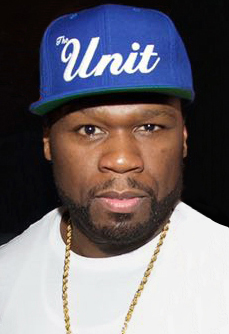
50 Cent (* 1975)

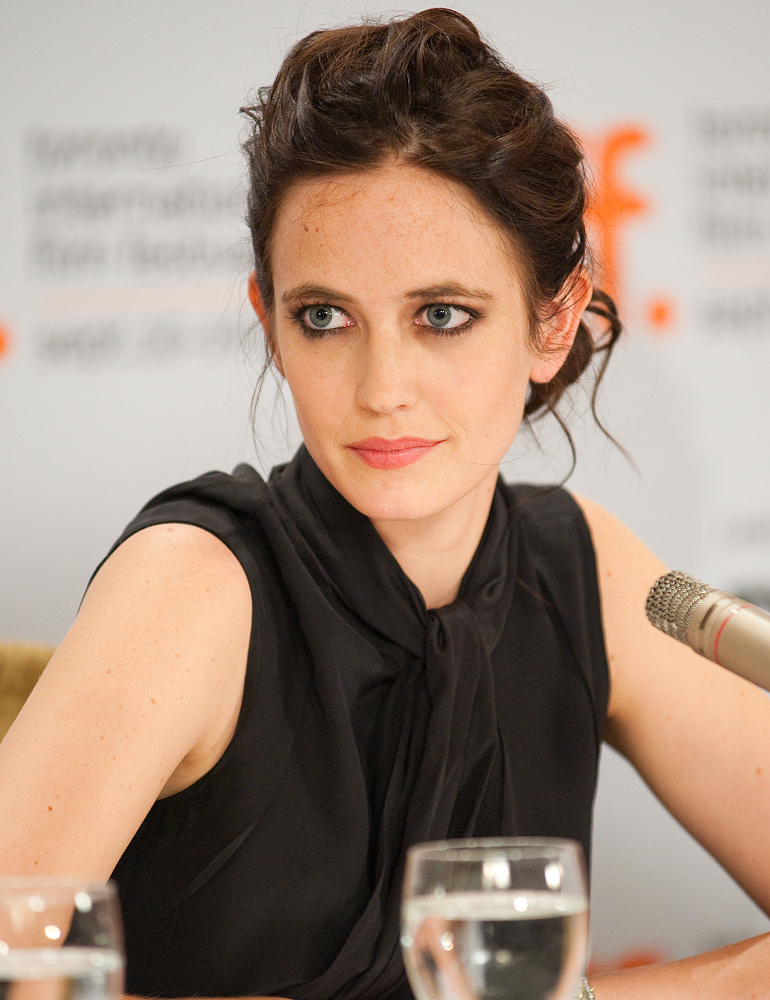
Eva Greenová (* 1980)

  - Nursultan Nazarbajev, kazašský prezident
  - Rex Cawley, americký olympijský vítěz v běhu na 400 metrů překážek
- 1944 – Bernhard Schlink, německý spisovatel
- 1946
  - George W. Bush, 43. americký prezident
  - Sylvester Stallone, americký herec
  - Peter Singer, australský filosof a aktivista
- 1947 – Jicchak Levy, izraelský rabín a politik
- 1948
  - Nathalie Baye, francouzská divadelní a filmová herečka
  - Brad Park, kanadský hokejista
- 1951 – Geoffrey Rush, australský herec
- 1952
  - Hilary Mantelová, britská spisovatelka († 23. září 2022)
  - Adi Šamir, izraelský informatik
- 1958 – Jennifer Saunders, britská herečka, scenáristka a zpěvačka
- 1964 – John Ottman, americký skladatel filmové hudby
- 1969
  - Brian Van Holt, americký herec
  - Christopher Scarver, americký vrah, který ve věznici zabil vraha Jeffreyho Dahmera
- 1970 – Inspectah Deck, americký rapper a hudební producent
- 1974 – Zé Roberto, brazilský fotbalista
- 1975 – 50 Cent, americký rapper a herec
- 1980 – Eva Greenová, francouzská herečka
- 1987 – Kate Nash, anglická zpěvačka
- 1995 – Gregor Vezonik, slovinský sportovní lezec

## Úmrtí
Viz též Kategorie:Úmrtí 6. července — automatický abecedně řazený seznam.

### Česko
- 1799 – Josef Ceregetti, malíř a kronikář (* 14. března 1722)
- 1858 – Jan Emanuel Doležálek, hudební skladatel (* 22. května 1780)
- 1876 – Karel Würbs, kreslíř, malíř, litograf a pedagog (* 11. srpna 1807)
- 1899 – František Vinkler, novinář, překladatel, společenský organizátor na Mělnicku, defraudant (* 18. ledna 1839)
- 1911 – Ignác Šechtl, fotograf a průkopník kinematografie (* 26. května 1840)
- 1913 – Vojtěch Král z Dobré Vody, heraldik, sfragistik a cvičitel Sokola (* 20. dubna 1844)
- 1920 – Václav Krotký, kladenský stavitel (* 26. prosince 1855)
- 1925 – Jan Řežábek, ředitel obchodní akademie, zeměpisec a překladatel (* 16. května 1852)
- 1933 – Josef Kožíšek, básník a esperantista (* 6. července 1861)
- 1948 – František Svoboda, fotbalista (* 5. srpna 1906)
- 1951 – Josef Hüttel, dirigent a hudební skladatel (* 18. července 1893)
- 1955 – Prokop Toman, právník, historik a sběratel výtvarného umění (* 21. prosince 1872)
- 1956 – Josef Chochol, architekt (* 13. prosince 1880)
- 1962 – Josef Bezdíček, rozhlasový a divadelní režisér a herec (* 30. září 1900)
- 1965 – Jiří Brdlík, pediatr (* 24. října 1883)
- 1971 – Bohdan Lacina, malíř (* 15. února 1912)
- 1974 – Stanislav Adam, učitel, houslista a hudební skladatel (* 30. dubna 1889)
- 1985
  - Jaroslav Porák, bohemista, slavista (* 23. května 1931)
  - Pavel Spálený, herec (* 17. listopadu 1915)
- 1986
  - Blanka Waleská, herečka (* 19. května 1910)
  - Vladimír Šacha, spisovatel (* 11. července 1903)
- 1987 – Jozef Čabelka, vědec v oboru metalurgie (* 15. února 1910)
- 1994 – Jan Zemek, voják a příslušník výsadku Silver B (* 3. května 1915)
- 1999 – Vladimír Kovářík, malíř, ilustrátor a grafik (* 11. února 1921)
- 2004 – Jan Němeček, kameraman (* 22. března 1926)
- 2005 – Josef Randa, sochař a exulant (* 10. ledna 1933)
- 2008 – Karel Hála, zpěvák (* 2. října 1933)
- 2009 – Josef Lamka, výtvarník, scenárista, režisér a animátor (* 12. listopadu 1931)
- 2011
  - Eva Palyzová, dostihová žokejka (* 17. září 1935)
  - Josef Suk mladší, houslista (* 8. srpna 1929)
- 2014 – Zdeněk Pičman, fotbalový reprezentant (* 23. ledna 1933)

### Svět

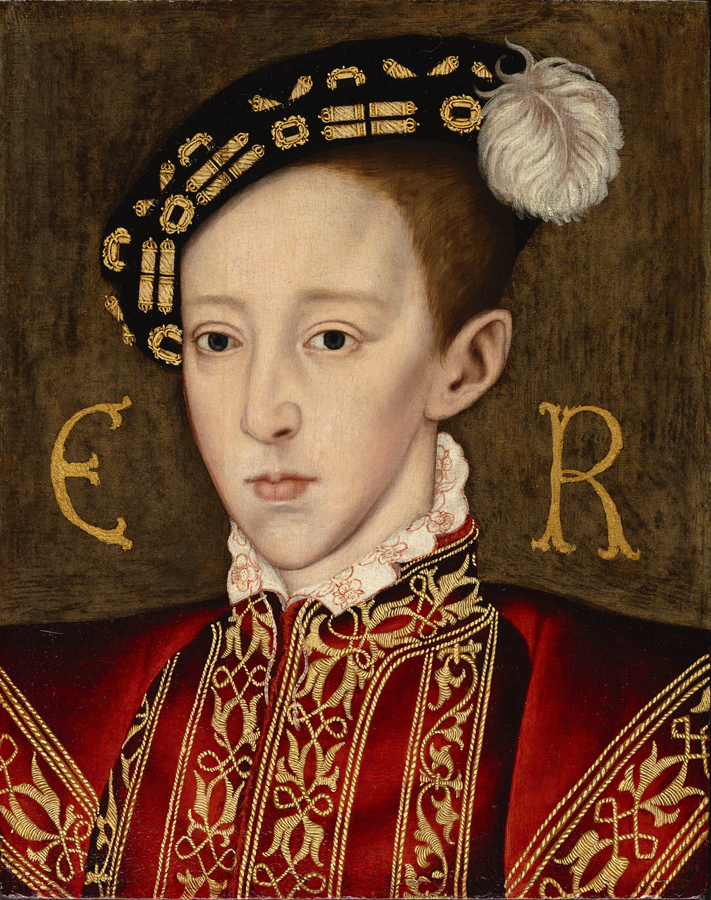
Eduard VI. († 1553)

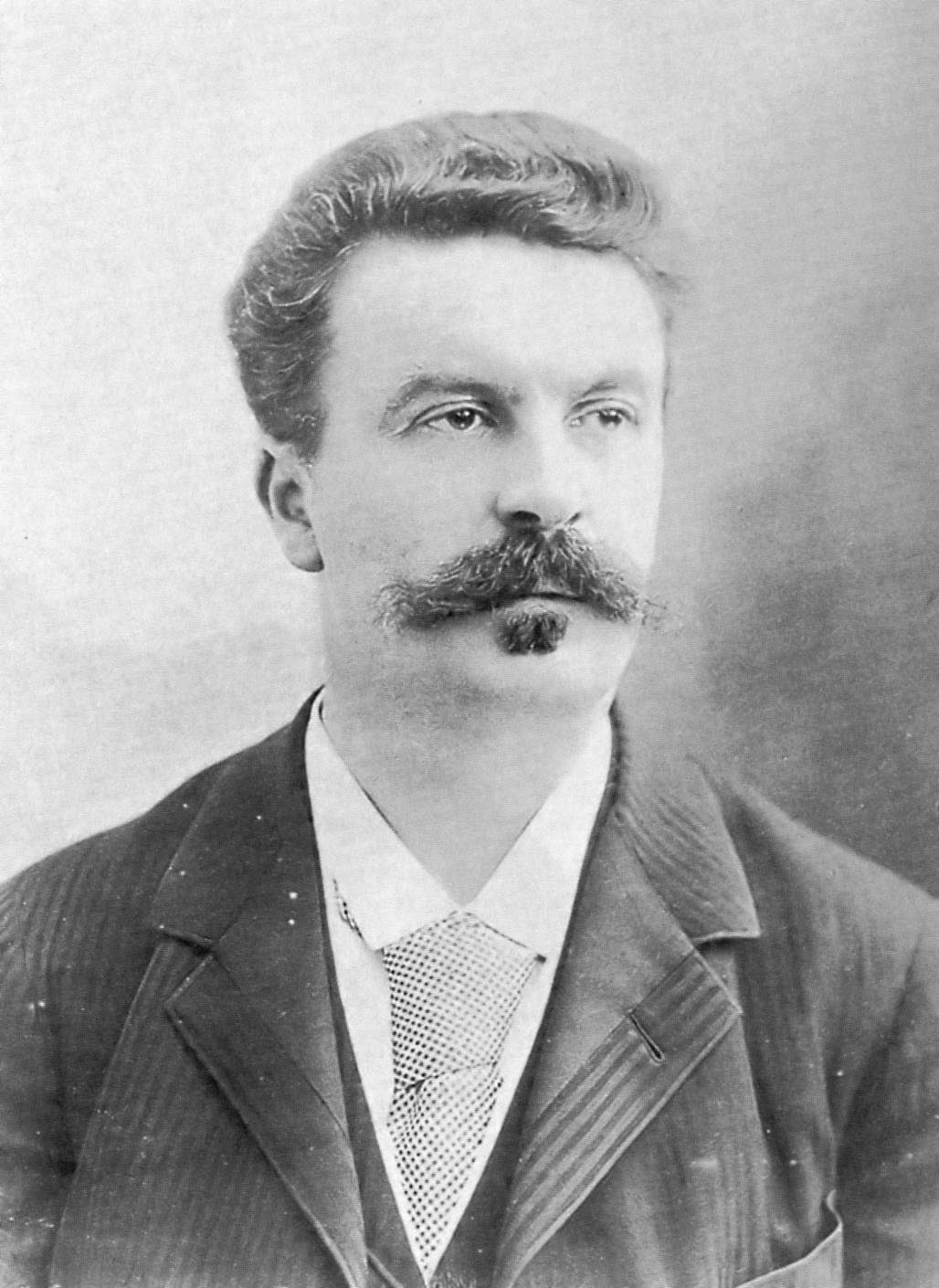
Guy de Maupassant († 1893)

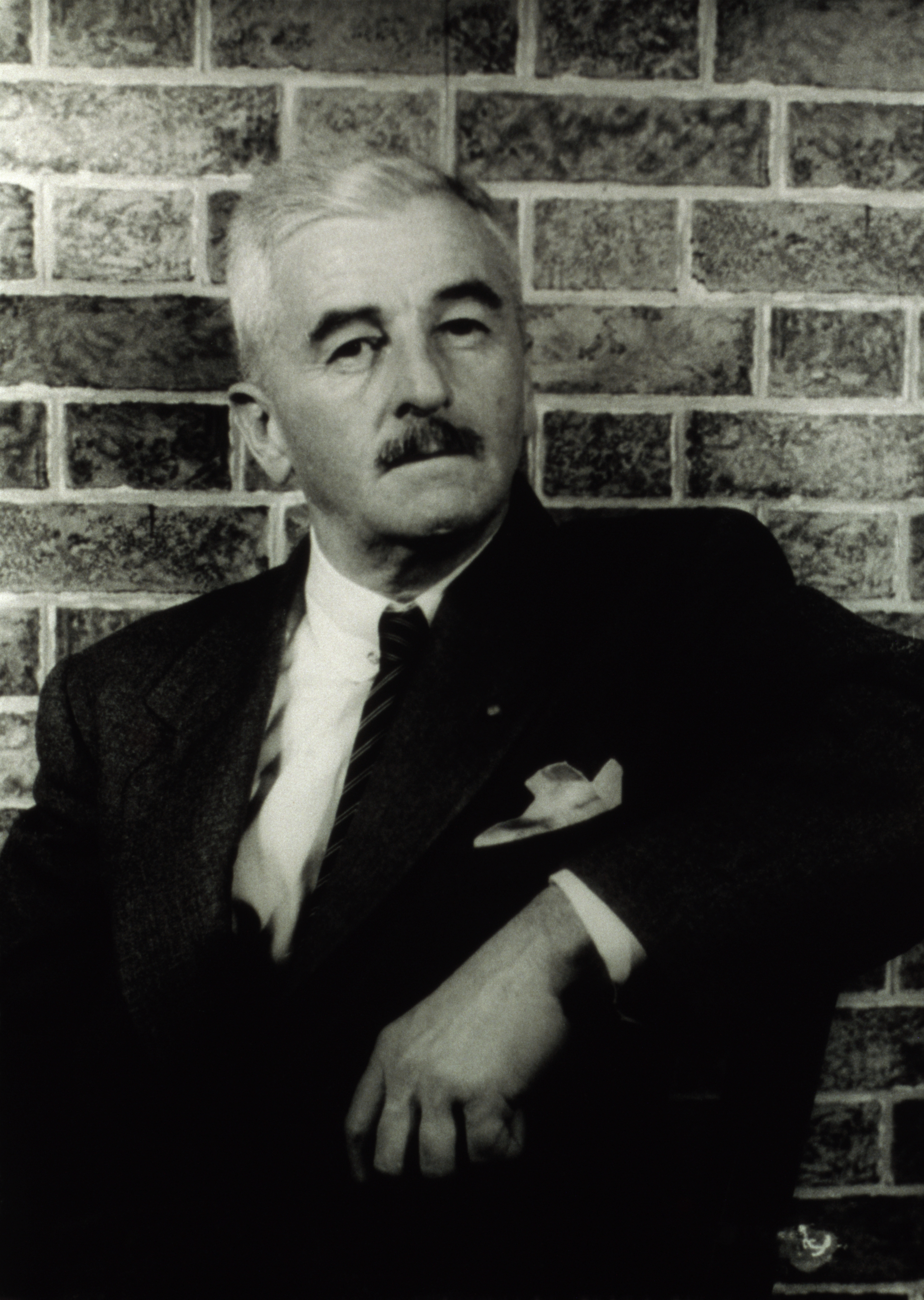
William Faulkner († 1962)

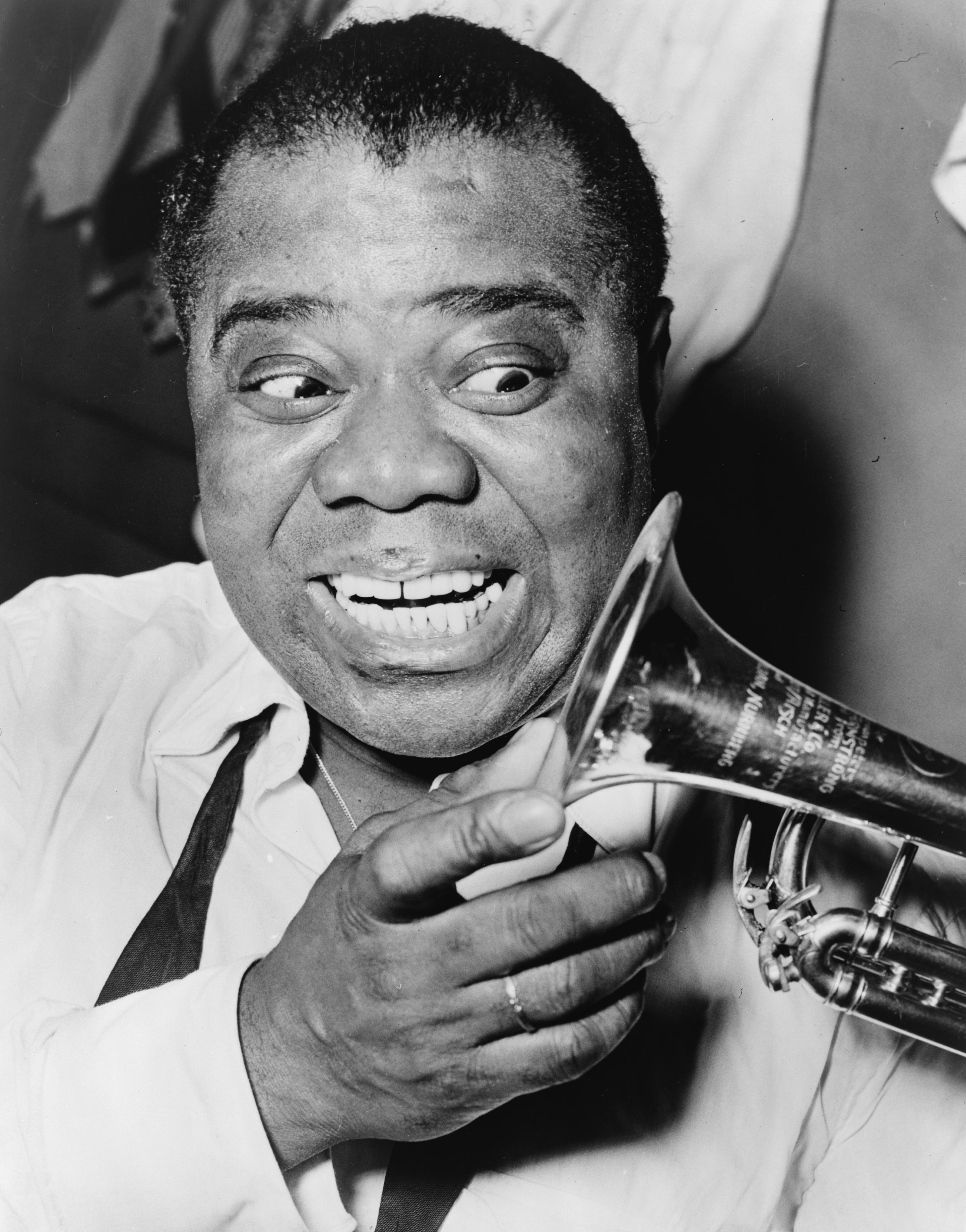
Louis Armstrong († 1971)

- 1189 – Jindřich II. Plantagenet, anglický král (* 5. března 1133)
- 1249 – Alexandr II. Skotský, skotský král (* 1198)
- 1362 – Čagan Temür, mongolský vojevůdce říše Jüan
- 1415 – Jan Hus, náboženský reformátor (* asi 1371)
- 1476 – Regiomontanus, německý matematik a astronom (* 6. června 1436)
- 1533 – Ludovico Ariosto, italský renesanční básník (* 8. září 1474)
- 1535 – Thomas More, anglický spisovatel a filozof (* 1478)
- 1553 – Eduard VI., anglický král z rodu Tudorovců (* 12. října 1537)
- 1571 – Motonari Móri, japonský daimjó (* 1497)
- 1796 – Adam Naruszewicz, polský osvícenský literát a historik (* 20. října 1733)
- 1809
  - Antoine Lasalle, francouzský generál (* 10. května 1775)
  - Joseph Armand von Nordmann, rakouský podmaršálek (* 31. srpna 1759)
- 1835 – John Marshall, americký právník a politik, předseda Nejvyššího soudu (* 24. září 1755)
- 1854 – Georg Simon Ohm, německý fyzik (* 16. března 1789)
- 1865 – Žofie Vilemína Švédská, švédská princezna, bádenská velkovévodkyně (* 21. května 1801)
- 1893 – Guy de Maupassant, francouzský spisovatel (* 1850)
- 1895 – Julius Zupitza, německý anglista (* 4. ledna 1844)
- 1902 – Maria Goretti, italská světice (* 1890)
- 1904
  - Witold Zglenicki, polský geolog (* 6. ledna 1850)
  - Abaj Kunanbajuly, kazašský básník, filozof a hudební skladatel (* 10. srpna 1845)
- 1911 – Alexandra Sasko-Altenburská, ruská velkokněžna (* 8. června 1830)
- 1915
  - Artur Bylandt-Rheidt, předlitavský státní úředník a politik (* 3. února 1854)
  - Lawrence Hargrave, australský astronom, letecký průkopník a konstruktér (* 1850)
- 1916 – Odilon Redon, francouzský malíř (* 1840)
- 1918 – Wilhelm von Mirbach-Harff, německý diplomat (* 2. července 1871)
- 1919 – Griffith J. Griffith, americký novinář a průmyslník (* 4. ledna 1850)
- 1922 – Maria Teresa Ledóchowska, polská misionářka (* 29. dubna 1863)
- 1937 – Bohdan-Ihor Antonyč, ukrajinský spisovatel (* 5. října 1909)
- 1943 – Teruo Akijama, admirál japonského císařského námořnictva (* 16. září 1891)
- 1944 – Čúiči Nagumo, admirál japonského císařského námořnictva (* 25. března 1887)
- 1945 – Adolf Bertram, arcibiskup vratislavský a kardinál (* 14. března 1859)
- 1946 – Jeanette Thurber, ředitelka newyorské konzervatoře (* 29. ledna 1850)
- 1956 – Norbert Mueller, kanadský hokejista, zlato na OH 1928 (* 14. února 1906)
- 1959 – George Grosz, německo-americký malíř (* 26. července 1893)
- 1960 – Aneurin Bevan, britský politik (* 15. listopadu 1897)
- 1961 – Scott LaFaro, americký kontrabasista (* 3. dubna 1936)
- 1962
  - William Faulkner, americký spisovatel (* 1897)
  - Josef August Rakouský, rakouský arcivévoda, polní maršál (* 9. srpna 1872)
  - Aba Achime'ir, izraelský novinář, historik a politický aktivista (* 2. listopadu 1897)
- 1971 – Louis Armstrong, americký hudebník (* 1901)
- 1973 – Otto Klemperer, německý dirigent a hudební skladatel (* 14. května 1885)
- 1976 – Ču Te, čínský komunistický vojevůdce a státník (* 1. prosince 1886)
- 1977 – Sergej Kruglov, sovětský ministra vnitra (* 2. října 1907)
- 1988 – Ray Barbuti, americký sprinter, dvojnásobný olympijský vítěz (* 12. června 1905)
- 1989
  - Jean Bouise, francouzský herec (* 3. června 1929)
  - János Kádár, maďarský komunistický politik, v letech 1956 až 1988 vůdce Maďarské dělnické socialistické strany (* 1912)
- 1990 – Měrćin Nowak-Njechorński, lužickosrbský malíř a spisovatel (* 13. června 1900)
- 1995 – Aziz Nesin, turecký spisovatel (* 20. prosince 1915)
- 1999 – Joaquín Rodrigo, španělský klavírista a skladatel (* 22. listopadu 1901)
- 2000 – Władysław Szpilman, polský klavírista a hudební skladatel (* 5. prosince 1911)
- 2002 – Antonio Ignacio Velasco García, arcibiskup Caracasu, kardinál (* 17. ledna 1929)
- 2003 – Skip Battin, americký hudebník (* 18. února 1934)
- 2004 – Thomas Klestil, rakouský prezident (* 10. října 1907)
- 2005
  - Evan Hunter, Ed McBain, americký spisovatel (* 15. října 1926)
  - Claude Simon, francouzský básník, nositel Nobelovy ceny (* 1913)
- 2006 – Cal Lampley, americký hudební producent (* 4. března 1924)
- 2007 – Frankie Laine, americký zpěvák a herec (* 30. března 1913)
- 2009
  - Robert McNamara, americký voják, politik, obchodník, bývalý ministr obrany USA (* 1916)
  - Vasilij Aksjonov, ruský spisovatel (* 18. srpna 1932)
- 2019
  - João Gilberto, brazilský zpěvák, skladatel a kytarista (* 10. června 1931)
  - Cameron Boyce, americký herec, zpěvák a tanečník (* 28. května 1999)
- 2020 – Ennio Morricone, italský hudební skladatel (* 10. listopadu 1928)
- 2021 – Djivan Gasparyan, arménský skladatel a hudebník hrající na duduk (* 12. října 1928)
- 2023
  - Attila Abonyi, australský fotbalista (* 16. srpna 1946)
  - Arnaldo Forlani, italský politik (* 8. prosince 1925)

## Svátky

### Česko
- Státní svátek: Den upálení mistra Jana Husa
- Izaiáš
- Socialistický kalendář:
  - Mezinárodní družstevní den

### Svět
- Katolická církev: sv. Maria Goretti (a další, viz Svatý den)

- Komory: Den nezávislosti (1975)
- Litva: Den státnosti
- Malawi: Den nezávislosti (1964)
- Malawi: Den republiky (1966)
- Světový den polibku
- Světový den Tibetu

| 6. červenec v pražském KlementinuÚdaje jsou platné k 8. 7. 2025. | 6. červenec v pražském KlementinuÚdaje jsou platné k 8. 7. 2025. | 6. červenec v pražském KlementinuÚdaje jsou platné k 8. 7. 2025. |
| minimum                                                          | denní průměr                                                     | maximum                                                          |
| ---------------------------------------------------------------- | ---------------------------------------------------------------- | ---------------------------------------------------------------- |
| 8,8 °C (1962)                                                    | 19,6 °C (od 1961)                                                | 35,1 °C (1922)                                                   |